# タカヤ・ノリコ
タカヤ・ノリコは日本のアニメーション作品『トップをねらえ!』の主人公で、同作のヒロインの一人である。名前は高屋法子の名前に由来する。担当声優は、日髙のり子。『新世紀エヴァンゲリオン』に登場する碇シンジと『天元突破グレンラガン』に登場するシモンに影響を与え、『ガイナ立ち』という腕折りを人気にし、さまざまなグッズが展開されている。

## 構想
ガイナックスは『王立宇宙軍 オネアミスの翼』で損失を出した後に岡田斗司夫が宇宙を舞台にした美少女とメカの組み合わせの脚本を製作した。『超時空要塞マクロス』のキャラクターデザイナーである美樹本晴彦が『トップをねらえ!』の登場人物をデザインした。タカヤ・ノリコの名前は、樋口真嗣の妻である高屋法子の名前に由来する。
担当声優は、日髙のり子。ノリコ役としての出演を楽しんだ。

## 人生
ヒロインの一人。ガンバスターとバスターマシン1号のパイロット。アマノ・カズミの後輩。髪型は茶色のショートカットである。
- 生年月日:2006年9月12日[2]
- 血液型:O[2]
- 所属:沖縄女子宇宙高等学校[2]

物語の初めに不器用だが、努力と根性で強くなっていく。時間の遅れから彼女が損を感じる。オタク的な行動を見せる。例えば、特撮、『美少女戦士セーラームーン』およびプラモデルが好きである。『トップをねらえ!』を通じて、欧米視聴者は「オタク」という言葉を学ぶ。

## 登場

### 『トップをねらえ!』シリーズ
タカヤ・ノリコはるくしおん戦艦長タカヤ・ユウゾウの娘。2015年には、ユウゾウが亡くなった。2021年にノリコが沖縄女子宇宙高等学校に通う。初めに最高の友達はヒグチ・キミコ。彼女たちはアマノ・カズミを見て、褒め称える。オオタ・コウイチロウというコーチは学生のメカ管理を命令する。しかし、ノリコが下手にメカを管理する。後にカズミとノリコは宇宙に行くために選択された。これからカシハラ・レイコと友達がノリコをいじめる。ノリコはオオタに来、オオタは猛訓練を勧める。ノリコとレイコは一夜に他の学生の前に戦う。ノリコが勝つ。月の日にオオタ、ノリコおよびカズミが宇宙に行く。
第一宇宙ステーションシルバー・スターに到着の後にユング・フロイトに会う。カズミとユングは互いに挑戦する。挑戦の後にカズミ、ノリコおよびユングが一緒に風呂に入り、しゃべる。オオタはノリコとカズミと海王星の近くに行く。ノリコはるくしおんを見、父を探すために入る。しかし、探せなかった。オオタはノリコを見つけて、地球に帰る。六か月が過ごし、ヱクセリヲンが完成された。
ヱクセリヲンに怖い物語を聞いた後にノリコがスミス・トーレンに会う。初めに互いに好まなかったけれども、恋愛がもっと後に始まる。しかし、宇宙にスミス・トーレンが亡くなる。ノリコが泣く。ヱクセリヲンが宇宙怪獣に会うが、マシーン兵器が我慢できない。それからノリコが泣いてしまい、未完のガンバスターに乗り、宇宙怪獣を殺す。ヱクセリヲン乗員がノリコを褒める。
ヱクセリヲンは2032年に地球に帰る。ノリコとカズミは卒業し、大人の姿のキミコと子供に会う。またノリコとカズミが変化出来てガンバスターに組み合わせるバスターマシンに乗り、宇宙怪獣と戦う。
銀河系中心部に行き、宇宙怪獣と戦うためにノリコとカズミはヱルトリウムにいる。バスターマシン3号という爆弾にガンバスターで入る。爆弾を仕掛け、14292年7月6日に地球に帰る。

### その他の登場
タカヤ・ノリコのちびキャラが『トップをねらえ!科学講座』にも登場している。『科学講座』の後半では、登場人物の姿が薄くなり、感情がよりもっとはっきりと表現されるようになる。
『トップをねらえ2!』には、ノノの記憶が混乱にしているので彼女がノリコを「ノノリリ」と呼ぶ。物語を通して、ノノがノリコに強く憧れることが表現される。
ノリコは『スーパーロボット大戦』シリーズにも登場する。

## 影響
『鋼の錬金術師』の著者荒川弘はタカヤ・ノリコの生い立ちと時間の遅れに驚いた。マグミクスのハララ書房は約1万2千年の後のノリコの特異な帰りについて書いた。ノリコは『新世紀エヴァンゲリオン』の碇シンジと『天元突破グレンラガン』のシモンに影響を与えた。そして、『ガイナ立ち』という腕折りを流行らせた。例えば、一個のフィギュアがガイナ立ちを見せる。別のフィギュアは1/6のPVC型フィギュア、シーエムズコーポレーションのグッとくるフィギュアおよびねんどろいどのフィギュアである。『トップをねらえ!』の35周年記念は、ノリコを含むアクリルスタンド、キーホルダー、タオルなどが販売され、蛇口の横に立つ印象的なフィギュアが発売された。コスプレの有名な登場人物である。